# Helen Black
Helen Black (* in Pontefract, West Yorkshire) ist eine britische Krimiautorin und Anwältin.

## Biografie
Helen Black wuchs in Pontefract in Yorkshire als Tochter eines Bergmanns und einer Verkäuferin auf. Im Alter von 18 Jahren ging sie an die Hull University, wo sie Rechtswissenschaften studierte und 1989 erfolgreich ihren Abschluss machte. In ihrer Arbeit als Anwältin betreut sie vor allem Jugendliche.
Diese Arbeitserfahrung lässt sie auch als Autorin miteinfließen. So behandeln die Krimis ihrer Hauptfigur Lilly Valentine zumeist Fälle von Minderjährigen. Ihr erstes Buch erschien in englischer Version unter dem Titel Damaged Goods 2008 über den HarperCollins-Verlag und ein Jahr später in deutscher Version über den Fischer-Verlag unter dem Namen Schweigepflicht. Der Nachfolger Rechenschaft erschien ein knappes Jahr darauf.
In den letzten Jahren schrieb sie ferner Drehbücher für Fernsehproduktionen und wurde dafür 2018 mit dem Kudos North Writers’ Award ausgezeichnet.
Helen Black ist Mutter von Zwillingen und lebt im Norden Londons.

## Werke (Auswahl)
Lilly Valentine Reihe
- Damaged Goods. 2008.
  - Deutsch: Schweigepflicht. Fischer Taschenbuchverlag, Frankfurt/M. 2009, ISBN 978-3-596-17780-6.[4]
- A Place of Safety. 2008.
  - Deutsch: Rechenschaft. Fischer Taschenbuchverlag, Frankfurt/M. 2010, ISBN 978-3-596-17781-3.[4]
- Dishonour. 2009.
  - Deutsch: Schuldspruch. Fischer Taschenbuchverlag, Frankfurt/M. 2011, ISBN 978-3-596-19136-9.[4]
- Blood Rush. 2010.
- Dark Spaces. 2013.
- Friendless Lane. 2015.

Romane
- Twenty Twelve. 2012.